# 松山北条バイパス

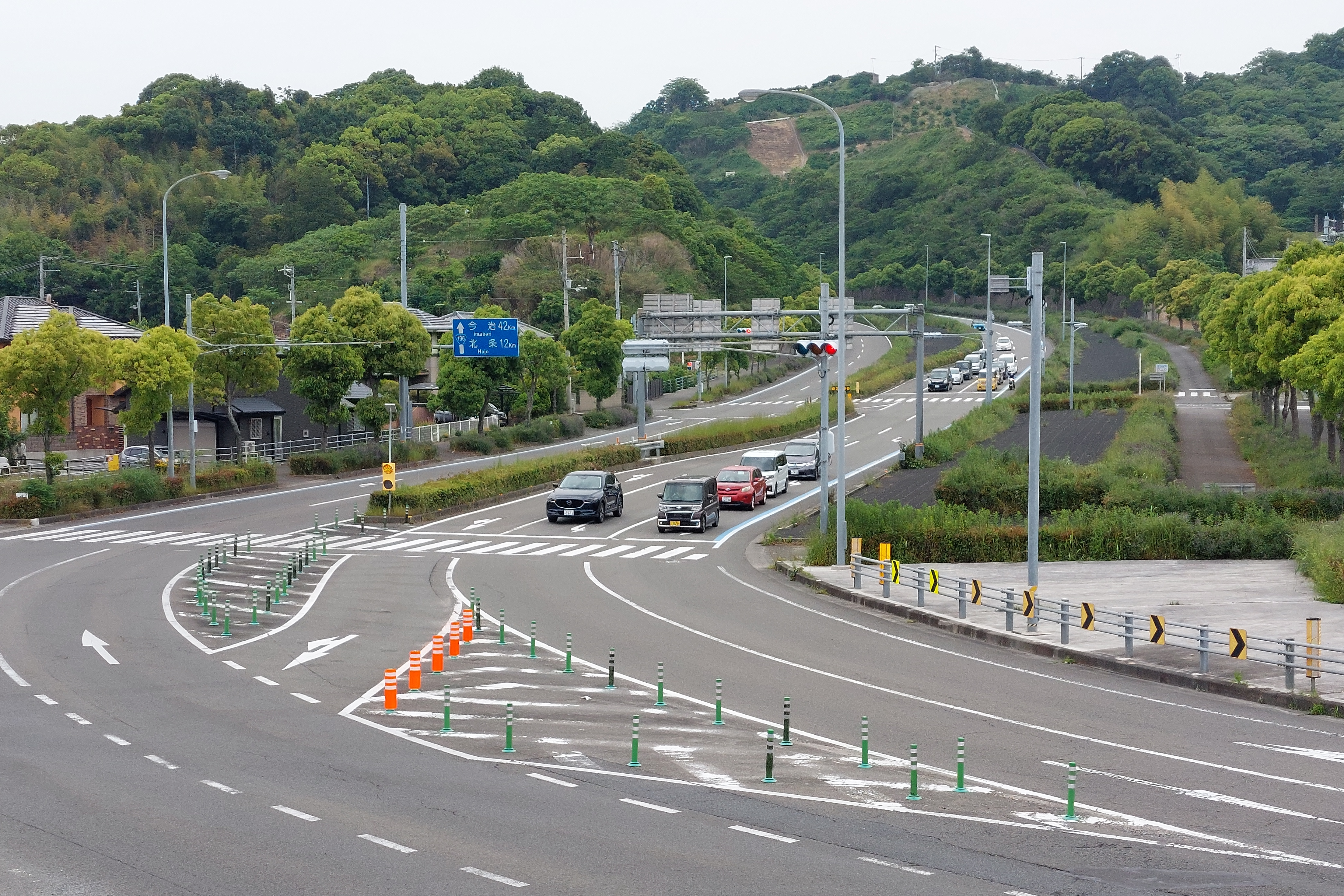
松山北条バイパス
愛媛県松山市平田町

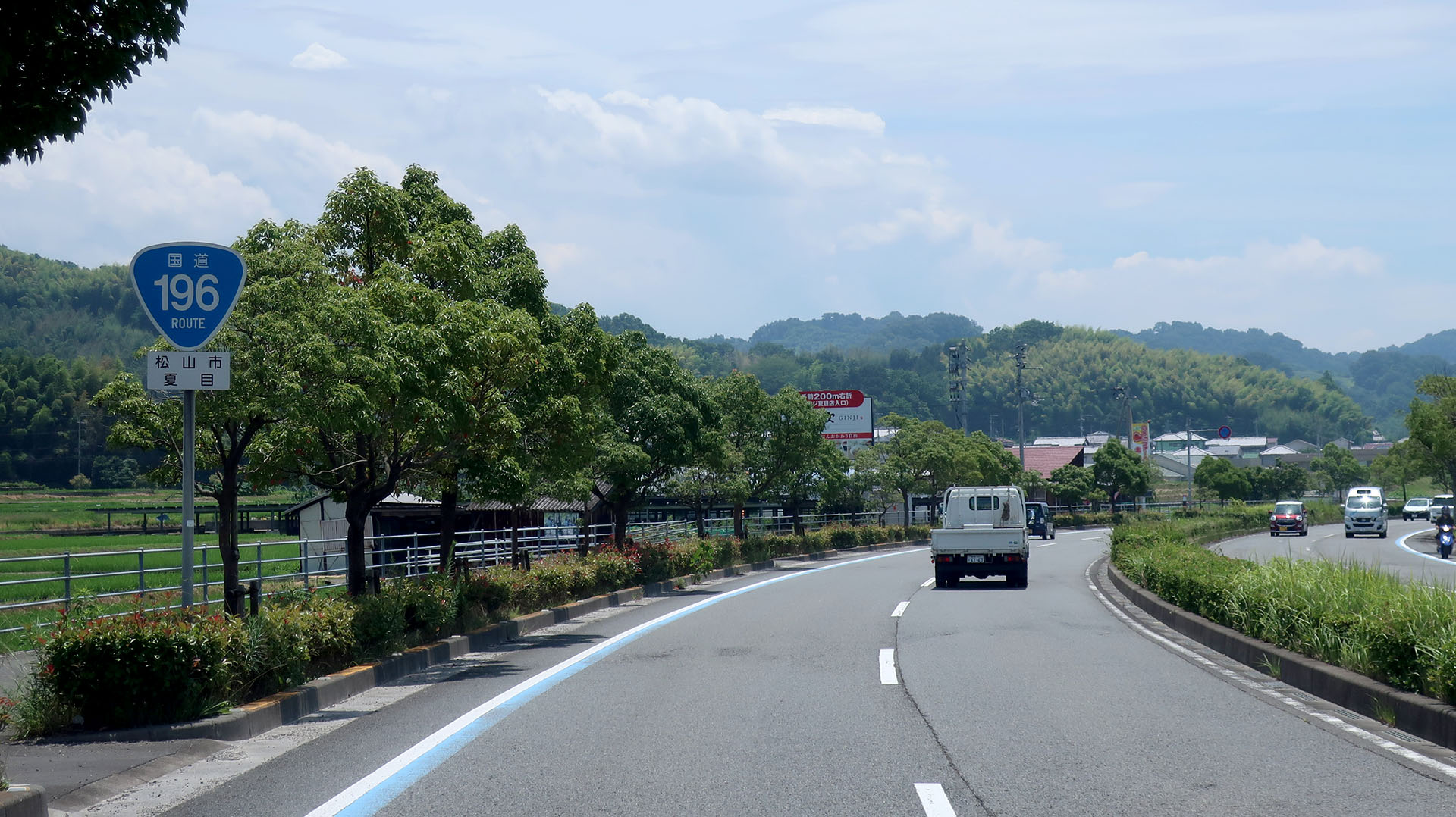
松山北条バイパス
愛媛県松山市夏目

松山北条バイパス（まつやまほうじょうバイパス）は、愛媛県松山市東長戸から愛媛県松山市下難波にいたる国道196号のバイパスである。

## 概要
松山北条バイパスは、国道196号の松山市と旧北条市間の交通量の増加にともなう渋滞解消を図るとともに、西瀬戸自動車道のアクセス道路の機能を果たすために計画されたものである。
起点である東長戸交差点から平田交差点までは現道を拡幅し、平田交差点から終点の下難波交差点までは新たなバイパス道路を建設した。主に予讃線の西側の海沿いを通る旧道に対し、バイパスは予讃線の東側の山腹を通っている。
旧道は愛媛県道347号平田北条線および愛媛県道179号湯山北条線に降格した。

## 沿革
- 1973年 - 事業化。
- 1976年 - 用地着手。
- 1976年12月13日 - 都市計画決定。
- 1980年 - 工事着手。
- 2002年4月13日 - 2車線暫定で全線開通。
- 2007年2月17日 - 4車線で全線開通。

## 計画概要
- 起点：愛媛県松山市東長戸4丁目
- 終点：愛媛県松山市下難波
- 延長：13.9km
- 規格：第4種第1級
- 車線数：完成4車線
- 道路幅員：30.0m（一部25.0m）
- 設計速度：60km/h

## 交差する道路
- 愛媛県道40号松山東部環状線
- 愛媛県道347号平田北条線
- 愛媛県道204号長井方堀江線
- 愛媛県道20号松山北条線
- 愛媛県道178号湯山高縄北条線
- 愛媛県道17号北条玉川線
- 愛媛県道179号湯山北条線

## 沿線施設

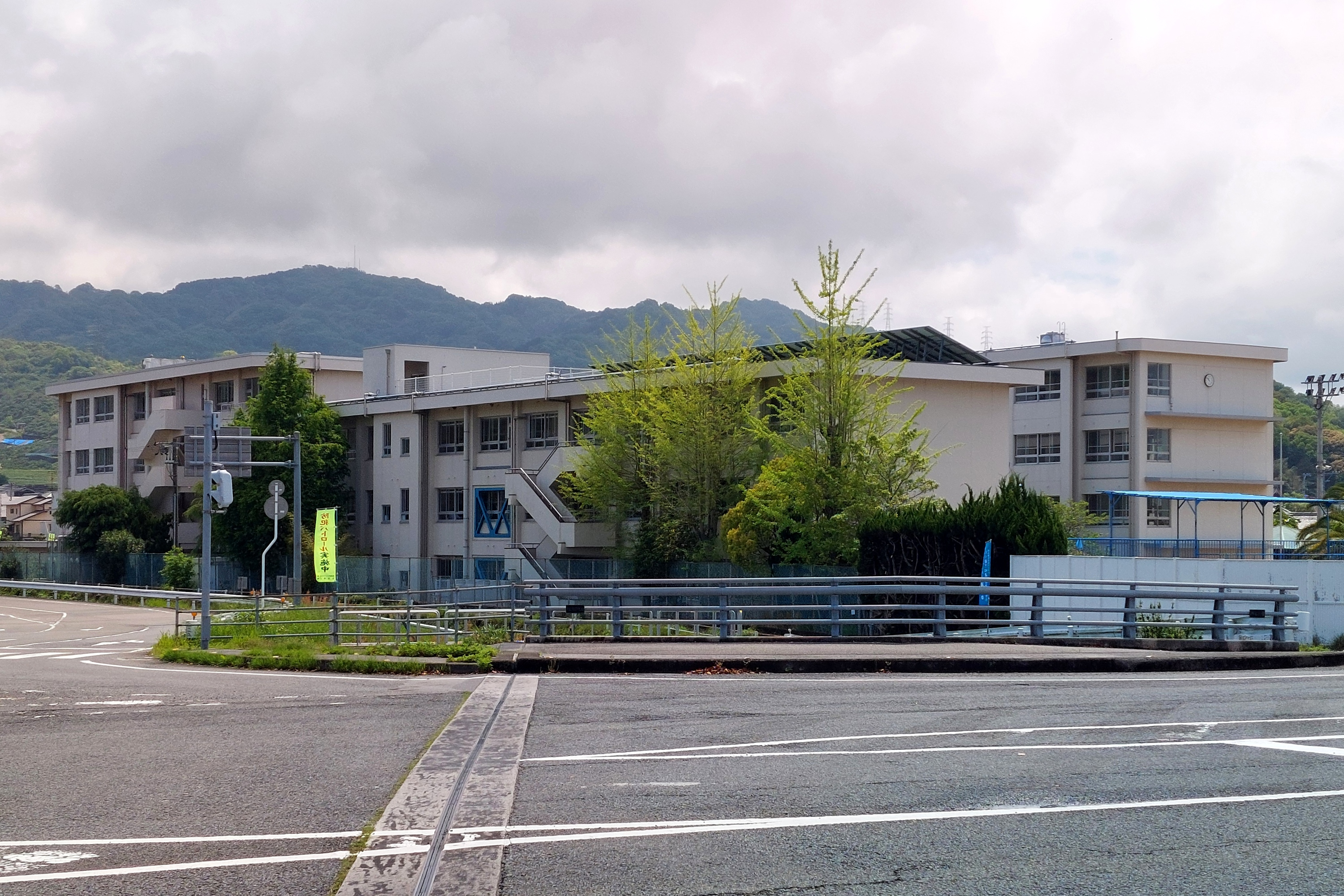
松山市立堀江小学校
愛媛県松山市福角町

- 松山市立堀江小学校
- 三浦工業北条工場
- 松山市立北条北中学校
- 聖カタリナ大学、聖カタリナ短期大学
- マルナカ北条店
- フジ夏目店

## 主な構造物
- 大谷トンネル
- 粟井坂トンネル